# Лазаропіль
Лазаропіль — колишній населений пункт Олександрійського району Кіровоградської області.

## Стислі відомості
Також називалося Медерове, Розоропіль, Лазаропілля. Розташовувалось на лівому березі річки. Історія починається з часів Нової Сербії. Назву Медерове пов'язують із великою кількістю пасік. Назву Лазаропіль пов'язують із євреєм-шинкарем Лазарем — що проживав тут. Обабіч дороги, що йшла в напрямі села, до 1933 року знаходилася Медерівська церква Святої Покрови — побудована коштами громади на початку ХІХ століття; поруч розміщалася школа. Остаточно церкву розібрали в 1950—1960 роках і побудували з неї свинарник.
Станом на 1914 рік — у складі Косівської волості Олександрійського повіту.
В часі Голодомору 1932—1933 років нелюдською смертю померло 162 людини. У 1933 році до складу Захарівської сільської ради входило чотири села: село Захарівка, село Мала Березівка, Медерове, Лазаропіль. За даними місцевого краєзнавця Олександра Олексенка на території сільради у 1932 році проживало 700 осіб. В роки Голодомору загинуло 428 осіб.
Було приєднане до села Захарівка в період 1967—1971 років.